# ナフタリ・ヘルツ・インベル
ナフタリ・ヘルツ・インベル（ヘブライ語 : נפתלי הרץ אימבר、 イディッシュ語 : נפתלי הערץ אימבער、 英語 : Naftali Herz Imber、またの名をNaphtali Tzvi Imber、Naphtali Zvi Imber、Naphtali Hertz Imber、 Naphtali Hirsch Imber、1856年 - 1909年10月8日）は、ハシディズム系ユダヤ人の詩人にしてシオニストであり、現代イスラエル国家における国歌であるハティクヴァの作詞者。 

## 生涯
インベルは、1856年、オーストリア帝国東部ガリツィアにある都市ズウォーチュフ（現在のウクライナ・ゾーロチウ）でハシディズム系ユダヤ人の家庭にて生誕した。インベルは、幼少期より伝統的かつタルムードによる教育を受けていた。やがて、彼は10歳の頃よりいささかながら詩を書き始めた。後年、オーストリア帝国によりブコビナが併合されたことを記念する100周年記念祭において発表した詩を称賛され、オーストリア皇帝フランツ・ヨーゼフ1世より賞を授与された。その若き日の彼は、たびたびルーマニア、ハンガリーおよびセルビアなどを精力的に旅行をしていた。
1882年、インベルはパレスチナに赴き、クリスチャンにしてかつ熱狂的なシオニストでもあったイギリスのサー・ローレンス・オリファントのもとで秘書を務めた。1886年のエルサレムにおいて、1877年にルーマニアのモルダヴィア地方にある都市ヤシ時代において作られた詩である「Tikvateinu (Our Hope)」を含む彼の処女作となる『Morning Star (ヘブライ語: ברקאי、 Barkai)』と題した詩集をおおやけに発表した。この詩集の中のひとつである「Tikvateinu (Our Hope)」は、やがてシオニストによって称賛され、のちにイスラエル国家における国歌に採用された。
1887年にインベルは、ヨーロッパに帰還を果たし、やがて、ロンドンに住み着いた。彼は、息つく間も無く、再び東方への旅路にでた。行き先はインドのボンベイであった。1892年、彼は、アメリカ合衆国へ向け事実上最後の旅にでた。インベルは、ひとときではあったが、合衆国において結婚した。彼は、常日頃からヘーベーとバッカスを心より敬愛していた。1900年にニューヨークで、後篇となる詩集を発表した。インベルは、ウマル・ハイヤームの作品をヘブライ語に、ヘブライ文学を英語に、おのおの翻訳する作業に没頭した。しかし、生活は窮乏そのものであった。
かくて、彼は、1909年に重度のアルコール中毒により孤独のうちにニューヨークにて客死した。遺体は1953年にイスラエルの大地に埋葬された。

## 作品
- Barkai (1886)
- New Barkai (1900)
- Barkai III (1904)
- In Memoriam for the Slaughtered and Burnt in the Bloody Land, the Land of Russia (1905)
- Hebrew you (1907)